# Rockferry
Rockferry — дебютный студийный альбом валлийской певицы Даффи, выпущен 3 марта 2008 года лейблом A&M Records в Великобритании. На территории США выпуском альбома занималась компания Mercury Records. 24 ноября 2008 года в Великобритании вышло двухдисковое специальное переиздание альбома. В качестве продюсеров над альбомом работали Бернард Батлер, Стив Букер и Джимми Хогарт.
Rockferry достиг первой строчки в британском и европейском хит-парадах, а также с 1,69 млн проданных копий стал самым продаваемым альбомом 2008 года в Великобритании и четвёртым в списке самых продаваемых в мире. В 2009 году альбом получил премию Brit Awards как лучший британский альбом и премию «Грэмми» в номинации «лучший вокальный поп-альбом».
Пять песен из альбома были выпущены в виде синглов. Одноимённый с названием альбома сингл «Rockferry» был выпущен 3 декабря 2007 и не имел значительного успеха, но второй сингл, «Mercy», также поступивший в продажу до альбома, возглавил британский чарт и имел хорошие продажи за рубежом. «Mercy» стал третьим в списке самых продаваемых синглов 2008 года в Великобритании. Остальные три сингла, «Warwick Avenue», «Stepping Stone» и «Rain on Your Parade», вышли уже после выпуска альбома. Последний из синглов, не вошедший в оригинальное издание альбома, предварял выход специального издания.

## Об альбоме
В 2004 году, после участия в валлийском телевизионном музыкальном конкурсе в стиле The X Factor, Даффи записала свой первый EP, названный Aimée Duffy и состоявший из трёх песен, которые походили на смесь музыки Evanescense и Clannad. В августе 2004 года начинающая певица познакомилась с Дженетт Ли, которая стала её менеджером. Ли отправила свою подопечную в Лондон и устроила ей встречу с музыкантом и продюсером Бернардом Батлером, ранее работавшим с исполнителем соула Дэвидом Маколмондом. Батлер помог написать для альбома несколько песен, именно ему альбом обязан своим ретро-звучанием. Также Батлер занимался образованием Даффи, закачивая на её iPod композиции исполнительниц соула Милли Джексон и Энн Пиблс, а также антологии Дейва Година.
По словам певицы, ни она, ни Батлер, ни Ли не рассчитывали на коммерческий успех этого малобюджетного проекта. До выхода альбома Батлер работал бесплатно и не имел никаких гарантий, что он что-либо заработает на Rockferry. Лишь в 2007 году, когда работа над альбомом была почти завершена, Даффи подписала контракт с лейблом A&M. Иллюстрации для альбома и видеоклип на песню «Rockferry» снимались на станции Фестиниогской железной дороги возле города Портмадог. Своё название альбом получил в честь местечка, расположенного недалеко от границы Уэльса.

## Оценки
| Оценки критиков      | Оценки критиков |
| Источник             | Оценка          |
| -------------------- | --------------- |
| AllMusic             | [ 15 ]          |
| Entertainment Weekly | A-              |
| The Guardian         | [ 17 ]          |
| New Musical Express  | 4/10            |
| The Observer         | [ 9 ]           |
| Spin                 | 8/10            |

Rockferry получил в основном положительные отзывы музыкальных критиков. Средняя оценка альбома, составленная на основе нескольких рецензий, на сайте-агрегаторе Metacritic составляет 71 балл из 100 возможных. После выхода альбома многие критики сравнивали Даффи с другими исполнительницами соула, прежде всего, с Эми Уайнхаус, а также с Джосс Стоун, Адель, Норой Джонс и Дасти Спрингфилд. Однако обозреватель Грег Кокрейн из New Musical Express обернул это сходство стилей против Даффи, написав, что у неё отсутствует индивидуальный стиль, а большая часть её композиций — это подражание другим исполнителям: «Rockferry» — Дасти Спрингфилд, «Warwick Avenue» — Мэри Джей Блайдж, «Mercy» — Арете Франклин. Другие критики посчитали стилистическое сходство с другими исполнителями в основном удачным. Так Крэйг Маклин из The Observer, назвавший Rockferry «фантастическим альбомом» голубоглазого соула и присудивший ему максимальный балл, нашёл композицию «Mercy» достойной группы The Supremes.

## Список композиций
| №   | Название              | Автор(ы)                       | Длительность |
| --- | --------------------- | ------------------------------ | ------------ |
| 1.  | «Rockferry»           | Эйми Энн Даффи, Бернард Батлер | 4:14         |
| 2.  | «Warwick Avenue»      | Даффи, Джимми Хогарт, Эг Уайт  | 3:46         |
| 3.  | «Serious»             | Даффи, Батлер                  | 4:10         |
| 4.  | «Stepping Stone»      | Даффи, Стив Букер              | 3:28         |
| 5.  | «Syrup & Honey»       | Даффи, Батлер                  | 3:18         |
| 6.  | «Hanging on Too Long» | Даффи, Хогарт, Уайт            | 3:56         |
| 7.  | «Mercy»               | Даффи, Букер                   | 3:41         |
| 8.  | «Delayed Devotion»    | Даффи, Хогарт, Уайт            | 2:57         |
| 9.  | «I'm Scared»          | Даффи, Хогарт                  | 3:08         |
| 10. | «Distant Dreamer»     | Даффи, Батлер                  | 5:05         |

| №   | Название                   | Автор(ы)            | Длительность |
| --- | -------------------------- | ------------------- | ------------ |
| 11. | «Save It for Your Prayers» | Даффи, Саша Скарбек | 3:03         |
| 12. | «Oh Boy»                   | Ричардж Дж. Парфитт | 2:28         |

| №   | Название                                             | Автор(ы)                   | Длительность |
| --- | ---------------------------------------------------- | -------------------------- | ------------ |
| 11. | «Rain on Your Parade»                                | Даффи, Букер               | 3:29         |
| 12. | «Fool for You»                                       | Даффи, Батлер              | 3:47         |
| 13. | «Stop»                                               | Даффи, Батлер              | 4:10         |
| 14. | «Oh Boy»                                             | Ричардж Дж. Парфитт        | 2:31         |
| 15. | «Please Stay» (кавер-версия композиции The Drifters) | Берт Бакарак, Боб Хиллиард | 3:27         |
| 16. | «Breaking My Own Heart»                              | Даффи, Букер               | 3:58         |
| 17. | «Enough Love»                                        | Парфитт, Оуэн Пауэлл       | 3:19         |

## Над альбомом работали
В записи альбома принимали участие следующие музыканты и инженеры:
- Эйми Энн Даффи — композитор, вокал
- Бернард Батлер — композитор, продюсер, звукорежиссёр, аранжировщик партии струнных, гитары, клавишные, ударные
- Стив Букер — композитор, продюсер, гитары, клавишные, сведение
- Джеймс Бэнбери — аранжировщик, виолончель
- Ричард Вудкрафт — звукоинженер (струнные)
- Доминик Гловер — труба
- Оливер Краус — аранжировщик партии струнных
- Кэмерон Крейг — звукоинженер (струнные)
- Себ Льюсли — звукорежиссёр
- Дэвид Маколмонд — бэк-вокал
- Пьер Оливье Маржеран — звукоинженер (ударные)
- Макото Сакамото — ударные
- Мартин Слэттери — клавишные, ударные
- Джереми Уитли — сведение
- Эг Уайт — композитор, гитары, бэк-вокал, пианино, ударные
- Дим Хант — саксофон
- Джимми Хогарт — композитор, продюсер, звукорежиссёр, гитары, орган, ударные

## Участие в хит-парадах
| Хит-парад                                        | Пик | Недель на пике | Недель в чарте | Сертификат            | Продажи    |
| ------------------------------------------------ | --- | -------------- | -------------- | --------------------- | ---------- |
| Австралия — ARIA Charts                          | 6   | 2              | 50             | Золотой               | 35 000+    |
| Австрия — Ö3 Austria Top 40                      | 2   | 2              | 37             | Платиновый            | 20 000+    |
| Великобритания — UK Albums Chart                 | 1   | 5              | 88             | Семикратно платиновый | 2 200 000+ |
| Германия — Media Control Charts Top 100 Albums   | 3   | 2              | 59             | Дважды платиновый     | 400 000+   |
| Дания — Tracklisten Album Top 40                 | 1   | 2              | 65             | Трижды платиновый     | 90 000+    |
| Ирландия — Irish Albums Chart                    | 1   | 2              | 75             | Трижды платиновый     | 45 000+    |
| Испания — PROMUSICAE                             | 2   | 1              | 64             |                       |            |
| Италия — FIMI Albums Chart Chart                 | 6   | 1              | 32             |                       |            |
| Нидерланды — MegaCharts Album Top 100            | 2   | 3              | 93             |                       |            |
| Новая Зеландия — RIANZ                           | 1   | 2              | 31             |                       |            |
| Норвегия — VG-lista Topp 40 Albums               | 2   | 2              | 48             |                       |            |
| Польша — OLiS Chart                              | 5   | 2              | 36             |                       |            |
| Португалия — AFP                                 | 3   | 2              | 23             |                       |            |
| США — Billboard 200                              | 4   | 1              | 43             | Золотой               | 848 000+   |
| Финляндия — Suomen virallinen lista Album Top 50 | 2   | 6              | 50             | Платиновый            | 40 000+    |
| Франция — SNEP Top 150 albums                    | 2   | 3              | 82             |                       |            |
| Швейцария — IFPI                                 | 1   | 1              | 62             | Дважды платиновый     | 60 000+    |
| Швеция — Sverigetopplistan                       | 1   | 9              | 72             | Дважды платиновый     | 80 000+    |